# Hauts-de-France
Hauts-de-France [o d(ə) fʁɑ̃ːs] ist eine französische Region, die am 1. Januar 2016 durch den Zusammenschluss der bisherigen Regionen Nord-Pas-de-Calais und Picardie entstand. Von Januar bis September 2016 trug sie den vorläufigen Namen Nord-Pas-de-Calais-Picardie.
Hauts-de-France ist mit 31.813 Quadratkilometern die achtgrößte Region nach der Fläche (ohne Übersee-Regionen) und hat 5.998.916 Einwohner (Stand: 2022), womit sie die drittgrößte Region nach der Einwohnerzahl ist. Sie unterteilt sich in die fünf Départements Aisne (Nr. 02), Nord (59), Oise (60), Pas-de-Calais (62) und Somme (80). Sie grenzt (im Uhrzeigersinn) an Belgien sowie an die Regionen Grand Est, Île-de-France und Normandie.
Verwaltungssitz der Region ist Lille.

## Name
Bei der Bildung der Region im Januar 2016 wurde ihr der provisorische Name Nord-Pas-de-Calais-Picardie gegeben. Dieser Name bildet sich aus der alphabetischen Reihenfolge der fusionierten Regionen. Bis zum 30. Juni hatte der Regionalrat Zeit, sich für einen endgültigen Namen zu entscheiden. Im März 2016 beschloss er den Namen Hauts-de-France (dt. Übersetzung etwa: Höhe(n) Frankreichs, grob: Oberfrankreich/Hochfrankreich) mit dem Untertitel Nord-Pas-de-Calais-Picardie. Dieser ist ohne den Untertitel am 28. September 2016 vom Conseil d’État bestätigt worden und trat am folgenden Tag in Kraft.
Statt Hauts-de-France wurden bei Internetumfragen auch Flandres-Artois-Picardie und Nord-Picardie als mögliche Namen vorgeschlagen.

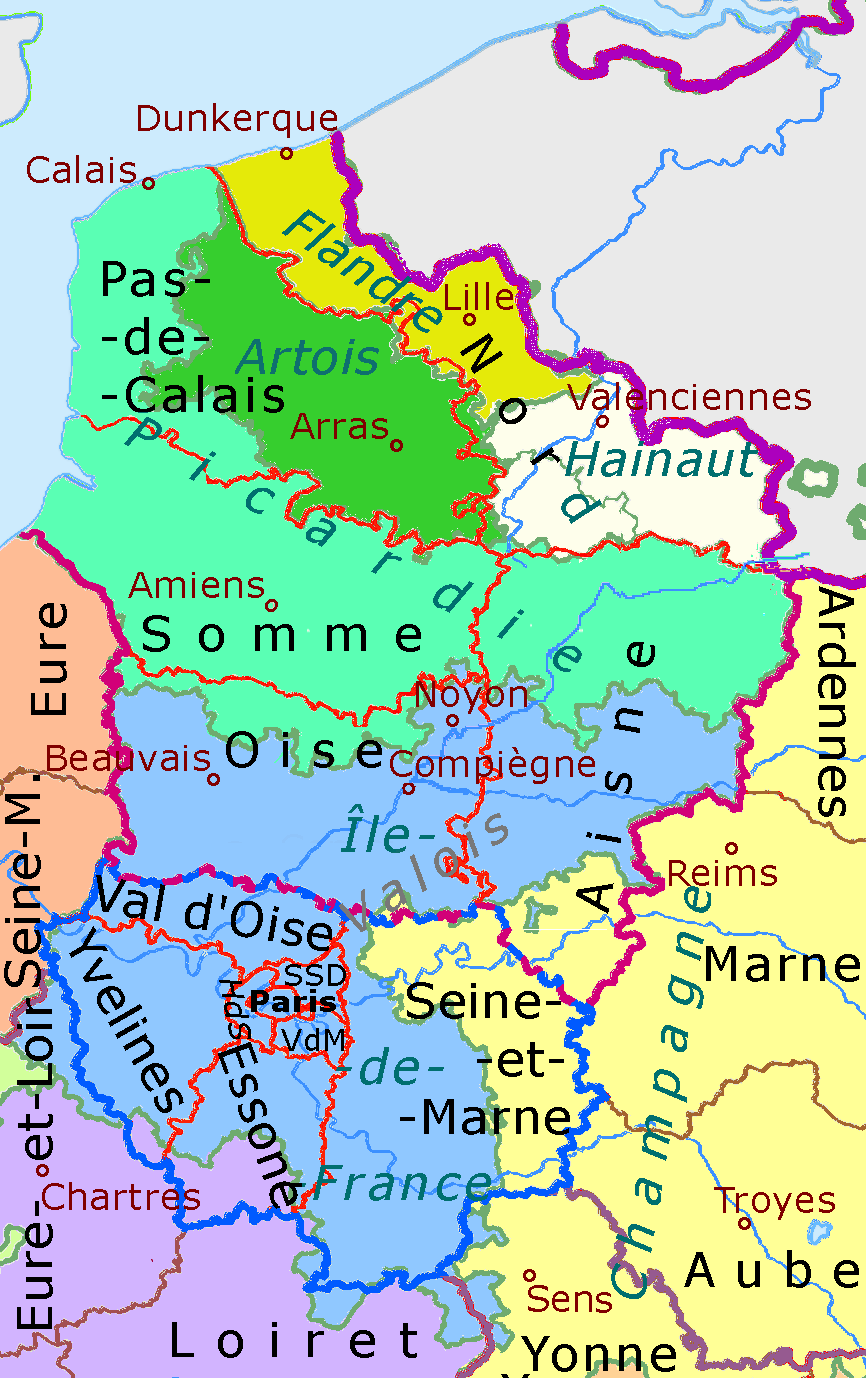
Die Regionen Hauts-de-France (Grenzen lila) und Île-de-France (Grenze blau) mit Départements vor dem Hintergrund der Provinzen des Ancien Régime

## Städte
Die bevölkerungsreichsten Städte der Region Hauts-de-France sind:
| Stadt             | Einwohner (Jahr) | Département   |
| ----------------- | ---------------- | ------------- |
| Lille             | 238.695 (2022)   | Nord          |
| Amiens            | 134.780 (2022)   | Somme         |
| Roubaix           | 99.507 (2022)    | Nord          |
| Tourcoing         | 99.160 (2022)    | Nord          |
| Dunkerque         | 87.013 (2022)    | Nord          |
| Calais            | 67.585 (2022)    | Pas-de-Calais |
| Villeneuve-d’Ascq | 62.342 (2022)    | Nord          |
| Saint-Quentin     | 52.995 (2022)    | Aisne         |
| Beauvais          | 55.906 (2022)    | Oise          |
| Valenciennes      | 42.979 (2022)    | Nord          |

## Politik

### Politische Gliederung
Die Region Hauts-de-France untergliedert sich in fünf Départements:
| OZ  | = Ordnungszahl des Départements | Arr.  | = Anzahl der Arrondissements  | Gem. | = Anzahl der Gemeinden |
| W   | = Wappen des Départements       | Kant. | = Anzahl der Kantone          |      |                        |
| ISO | = ISO-3166-2-Code               | G.V.  | = Anzahl der Gemeindeverbände |      |                        |

| OZ     | W                                     | Département   | Präfektur | ISO    | Arr. | G.V. | Kant. | Gem.  | Einwohner 1. Januar 2022 | Fläche (km²) | Dichte (Einw./km²) |
| ------ | ------------------------------------- | ------------- | --------- | ------ | ---- | ---- | ----- | ----- | ------------------------ | ------------ | ------------------ |
| 02     | Wappen des Départements Aisne         | Aisne         | Laon      | FR-02  | 5    | 20   | 21    | 797   | 525.558                  | 7.361,65     | 71                 |
| 59     | Wappen des Départements Nord          | Nord          | Lille     | FR-59  | 6    | 18   | 41    | 647   | 2.616.909                | 5.742,75     | 456                |
| 60     | Wappen des Départements Oise          | Oise          | Beauvais  | FR-60  | 4    | 21   | 21    | 680   | 830.725                  | 5.860,22     | 142                |
| 62     | Wappen des Départements Pas-de-Calais | Pas-de-Calais | Arras     | FR-62  | 7    | 20   | 39    | 887   | 1.460.184                | 6.671,46     | 219                |
| 80     | Wappen des Départements Somme         | Somme         | Amiens    | FR-80  | 4    | 17   | 23    | 771   | 565.540                  | 6.170,12     | 92                 |
| Gesamt | Gesamt                                | Gesamt        | Gesamt    | Gesamt | 26   | 93   | 145   | 3.782 | 5.998.916                | 32.002,07    | 187                |

|  |  |  |

### Regionalrat
Ergebnis der Wahl des Regionalrates vom 13. Dezember 2015:
- Liste Xavier Bertrand (Union de la Droite aus LR und UDI): 57,77 % = 1.389.325 Stimmen, 116 Sitze
- Liste Marine Le Pen (FN): 42,23 % = 1.015.656 Stimmen, 54 Sitze

Die Sozialistische Partei zog ihre Liste nach dem ersten Wahlgang zurück und rief zur Wahl der Liste von Xavier Bertrand auf, um einen Sieg des Front National zu verhindern.